# Epiclastopelma glandulosum
Epiclastopelma glandulosum är en akantusväxtart som beskrevs av Gustav Lindau. Epiclastopelma glandulosum ingår i släktet Epiclastopelma och familjen akantusväxter. Inga underarter finns listade i Catalogue of Life.